# الحرية والعدالة (جريدة)
جريدة الحرية والعدالة هي جريدة مصرية حزبية يومية، تتبع حزب الحرية والعدالة المصري التابع لجماعة الإخوان المسلمين في مصر، أنشئت عام 2011، وصدر العدد الأول منها في 28 أكتوبر 2011، وتغطي الجريدة كافة الفعاليات السياسية والثقافية والرياضية والاجتماعية المصرية، إضافة إلى ما تشهده الساحة العربية والإسلامية والعالمية، ويرأس مجلس إدارة الجريدة محمد مرسي رئيس الحزب، ورئيس تحرير الجريدة عادل الأنصاري.

## فريق التحرير
- رئيس التحرير: عادل الأنصاري.
- مديرو التحرير أحمد غانم، محمد مصطفى.

```
"""" قسم المحافظات : عبد الحكيم بحيرى 
```

- الشئون الخارجية: محمد جمال.
- الأخبار: هاني المكاوي، ياسر أبو العلا.
- القسم السياسي: محمد حسين.
- الماكيت الأساسي: خالد محسن

## أبواب الجريدة
- تفاعليات.
- محافظات.
- متابعات.
- اقتصاد.
- الرياضة.
- حوار.
- رأي.
- عربي ودولي.
- سينما ومسرح.
- طلاب وتعليم